# Важньова Людмила Андріївна
Людмила Андріївна Важньо́ва (нар. 2 лютого 1950 м. Харків, УРСР) — актриса, педагог, Заслужена артистка України (1998), Професор. Лауреат національних конкурсів читців (1979,1985), премії ім. В. Чистякової за кращу жіночу роль (моновистава за твором Лесі Українки «Одержима», 1997). Член Національної спілки театральних діячів України (Харківське міжобласне відділення).

## Життєпис
Закінчила Харківський державний інститут культури (тепер Харківська державна академія культури, 1974, майстерня М. М. Мушкіної), та Інститут театрального мистецтва ім. А. В. Луначарського (Москва, 1998, майстерня А. М. Ніколаєва) Працювала у Харківській обласній філармонії (1975—2000) як майстер художнього слова в жанрі моновистав і літературних концертів. Упродовж 1975–2001 років – викладач кафедри сценічної мови Харківської державної академії культури. З 2001 — викладач на театральному факультеті ХНУМ ім. І. П. Котляревського, від 2010 — на посаді професора, від 2012 — завідувач кафедри сценічні мови. За час роботи в університеті підготувала 25 студентів, які здобули звання лауреатів Всеукраїнських конкурсів професійних читців. Л. Важньова не тільки вдосконалює свій педагогічний досвід, але й продовжує виступати на сцені. Вона перебуває в постійному пошуку, експериментує, має свою методику роботи з розвитку техніки мови. Її учні сьогодні працюють на сценах національних та закордонних театрів. У репертуарі актриси — перлини української й світової літератури, 15 сольних програм.

## Моновистави
- Леся Українка «Одержима»;
- З. Сагалов «Три життя Айседори Дункан»;
- М. Цвєтаєва «Доля. Рік 1919»;
- В. Брюсов «Жінкау свічадах» та ін. Літературні концерти: Леся Українка. «Струни серця»;
- Б. Пастернак «Присвята»;
- М. Булгаков. «Майстер і Маргарита»;
- «Гори та сяй, Зоре свята!» (зі скарбниць духовної поезії) та ін.

## Член журі конкурсів
- VIII Міжнародного фестивалю дитячих та юнацьких театрів «Бурштинова зоря — 2017» Академія мистецтв Клайпедського університету м. Клайпеда Литва 2017 р. Проведення семінару «Говоріть правильно і красиво» та майстер-класу «Техніка сценічної мови».

- IX Міжнародного фестивалю дитячих та юнацьких театрів «Бурштинова зоря — 2019» Академія мистецтв Клайпедського університету м. Клайпеда Литва 2019 р.

- XXI міжнародного театрального фестивалю-конкурсу для дітей і юнацтва м. Рига. Латвійське театральне товариство «Абажур», березень 2018 р. Член журі VI, VII, VIII Всеукраїнських конкурсів професійних читців імені Романа Черкашина (2014 р., 2016 р.,2018 р.)[5].

- Голова журі театрального фестивалю «В кулісах душі» 21-24 березня 2019 р. м. Харків
- Голова журі Фестивалю «Харків — місто добрих надій» читецький конкурс, м. Харків, 2019 р.
- ІІІ Відкритого конкурсу театрально-сценічного мистецтва малих форм «Лети» онлайн 2020 р.

## Основні праці
- Культура мови як морально-естетична цінність // Талановита індивідуальність: родина, школа, держава. Матеріали міжнар. наук.-практ. конференції. Київ, 1994. С. 38–40;
- Особливості методичного підходу до формування сценічної мови у студентів театральних вищих навчальних закладів // Проблеми взаємодії мистецтва, педагогіки, теорії і практики освіти: зб. наук. пр. / Харків. держ. ін-т мистецтв ім. І. П. Котляревського. Київ, 2001. Вип. 7. С. 224—229;
- Емоції як важлива складова сценічного мистецтва // Проблеми взаємодії мистецтва, педагогіки, теорії і практики освіти: зб. наук. пр. / Харків. держ. ін-т мистецтв ім. І. П. Котляревського. Київ, 2002. Вип. 8. С. 70–77;
- Сценічна мова. Дикція та орфоепія: навч. посібник. Харків: Колегіум. 2010. 203 с.
- Скоромовка в мовному тренінгу. Практикум зі сценічної мови: навч. посіб. для студ. вищих навч. закладів. Х. : Колегіум. 2015. 171 с.
- Скоромовка у мовному тренінгу (Практикум зі сценічної мови): навч. посіб. Харків: Колегіум, 2015. 171 с.
- Говоримо правильно (практична орфоепія): навч. посіб. Харків: Колегіум, 2019. 72 с.